# Jashpur Nagar
Jashpur Nagar (anche Jashpurnagar, o semplicemente Jashpur) è una suddivisione dell'India, classificata come nagar panchayat, di 20.190 abitanti, capoluogo del distretto di Jashpur, nello stato federato del Chhattisgarh. In base al numero di abitanti la città rientra nella classe III (da 20.000 a 49.999 persone).

## Geografia fisica
La città è situata a 22° 53' 60 N e 84° 9' 0 E e ha un'altitudine di 752 m s.l.m..

## Società

### Evoluzione demografica
Al censimento del 2001 la popolazione di Jashpur Nagar assommava a 20.190 persone, delle quali 11.020 maschi e 9.170 femmine. I bambini di età inferiore o uguale ai sei anni assommavano a 2.695, dei quali 1.434 maschi e 1.261 femmine. Infine, coloro che erano in grado di saper almeno leggere e scrivere erano 14.370, dei quali 8.233 maschi e 6.137 femmine.